# Bombycilla
Bombycilla Vieillot, 1808 è un genere di uccelli appartenente all'ordine dei passeriformi, nell'ambito dei quali rappresenta l'unico genere ascritto alla famiglia Bombycillidae.

## Etimologia
Il nome scientifico del genere, Bombycilla, deriva dall'unione della parola greca βομβυξ (bombyx/bombux, "seta") con quella tardo-latina cilla ("coda", in base a interpretazioni errate di testi di Varrone), col significato di "coda di seta", traduzione del nome comune dei beccofrusoni in tedesco (Seidenschwänze).

## Descrizione

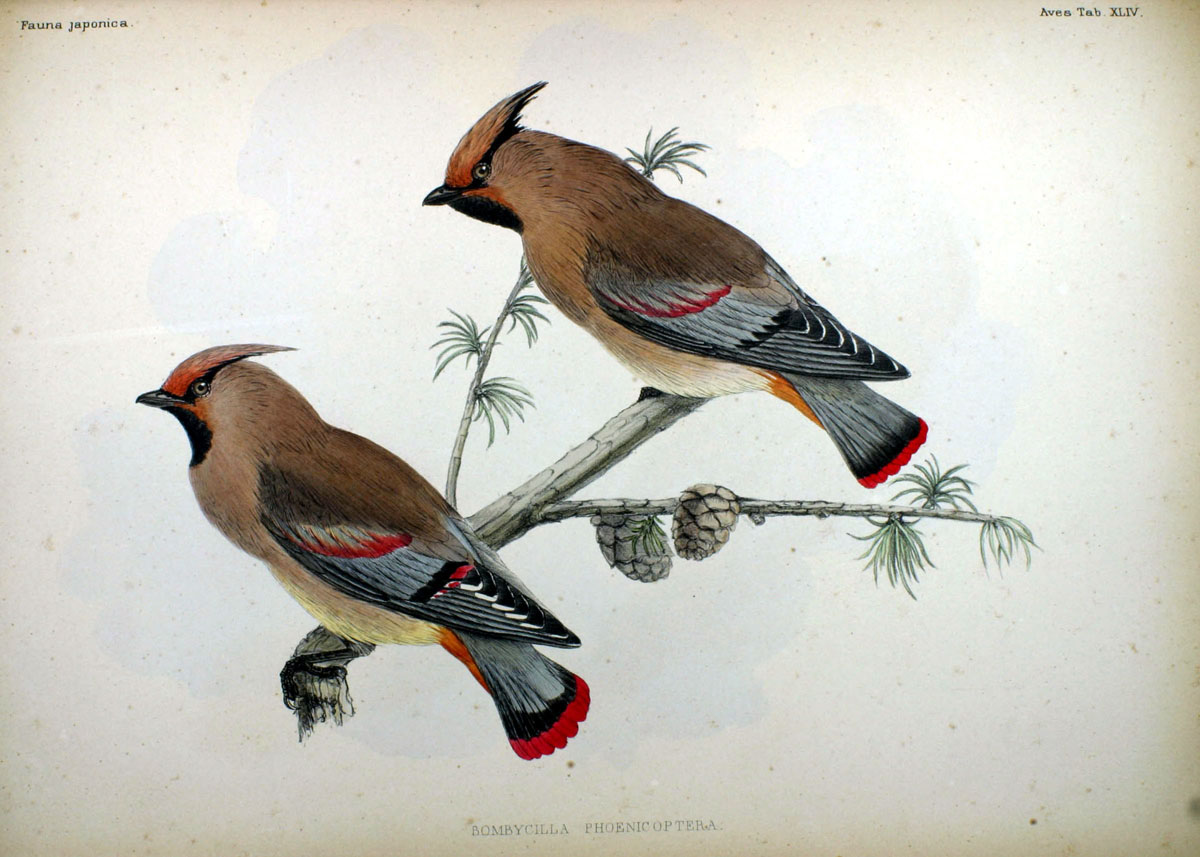
B. japonica.

Al genere vengono ascritti uccelli di taglia medio-piccola (15–23 cm), dall'inconfondibile aspetto paffuto e arrotondato, con testa squadrata e munita di becco tozzo e conico, nonché di una cresta digitiforme erettile, mentre le ali sono appuntite, le zampe corte e la coda è corta e squadrata.
Il piumaggio ha consistenza sericea ed è di un caldo color caffellatte, con presenza di mascherina e bavetta nere, remiganti e coda nere anch'esse (quest'ultima con punta colorata in maniera differente a seconda della specie) e sottocoda rosso mattone, mentre nell'area ventrale la colorazione del piumaggio tende a schiarirsi, divenendo di colore grigio.

## Biologia

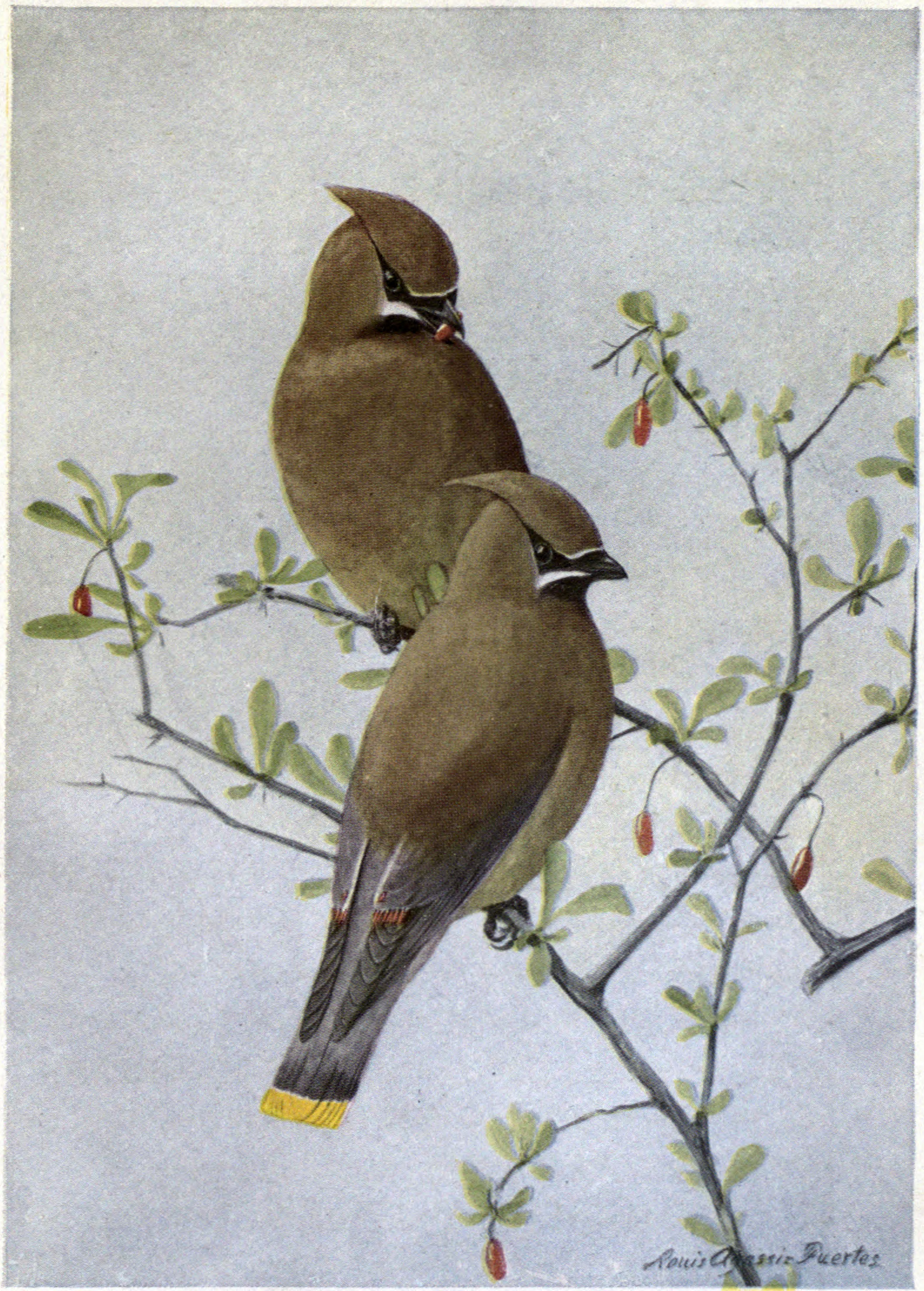
B. cedrorum.

I beccofrusoni sono uccelli diurni e molto gregari, che formano stormi anche molto numerosi (coi componenti che si contano nell'ordine delle migliaia), coi vari esemplari che si tengono in contatto fra loro mediante richiami ronzanti.
Sono uccelli frugivori e insettivori. Durante la maggior parte dell'anno si nutrono prevalentemente di frutta, mentre gli insetti divengono la fonte principale di cibo durante i mesi più caldi.
Sono uccelli monogami che nidificano in gruppo alla fine dell'estate, scegliendo i siti di nidificazione in relazione alla presenza di alberi da frutto: la femmina si occupa da sola della costruzione del nido a coppa (col maschio che può fornirle parte del materiale da costruzione) e della cova delle 2-4 uova, mentre l'allevamento della prole è a carico di ambedue i partner.

## Distribuzione e habitat
Il genere ha distribuzione olartica, col beccofrusone dei cedri diffuso in America settentrionale e centrale, il beccofrusone giapponese che vive in Estremo Oriente e il beccofrusone comune che popola tutta l'Eurasia e il Nordamerica.

Tutte le specie effettuano migrazioni, spostandosi verso nord durante l'estate e scendendo a sud per passare l'inverno, spesso percorrendo distanze anche considerevoli.
I beccofrusoni sono abitatori della foresta boreale e delle pinete.

## Tassonomia
Al genere vengono ascritte tre specie:
- Bombycilla garrulus  (Linnaeus, 1758)- beccofrusone
- Bombycilla japonica  (Siebold, 1824) - beccofrusone giapponese
- Bombycilla cedrorum Vieillot, 1808 - beccofrusone dei cedri

Nella classificazione degli uccelli di Sibley e Ahlquist (1990)  la famiglia Bombycillidae veniva inquadrata nella superfamiglia Muscicapoidea, e comprendeva 3 tribù: Bombycillini (3 specie), Dulini (1 specie) e Ptilogonatini (4 spp.). Queste ultime due tribù sono state successivamente elevate al rango di famiglie a sé stanti (rispettivamente Bombycillidae, Dulidae e Ptiliogonatidae), che in base ad analisi molecolari sono state collocate in una superfamiglia comune (Bombycilloidea), nella quale sono confluiti anche gli estinti Mohoidi hawaiiani oltre agli enigmatici ipocolio grigio  e capogrosso golafulva.
Nell'ambito della famiglia, il beccofrusone dei cedri pare meno vicino rispetto a quanto non lo siano fra di loro le rimanenti due specie, rappresentando un proprio clade fratello rispetto a quello beccofrusone comune-beccofrusone giapponese.